# Eisenbahnkreuzung (Österreich)
Eisenbahnkreuzung (Abkürzung: EK) bezeichnet in Österreich amtlich einen öffentlichen, niveaugleichen Bahnübergang. Die Vorschriften für die Absicherung und das Übersetzen sind in der Eisenbahnkreuzungsverordnung (EisbKrV) niedergeschrieben.
Die Anzahl der Eisenbahnkreuzungen wurde in den letzten Jahrzehnten stark reduziert. Gab es im Jahr 1960 rund 10.700, so existierten Ende 2017 nur mehr rund 3.300.
Den Straßenbenützern werden Eisenbahnkreuzungen mit entsprechenden Verkehrszeichen angekündigt. Grundsätzlich sind an jeder öffentlichen Eisenbahnkreuzung einfache oder – bei mehrgleisigen Eisenbahnkreuzungen – doppelte Andreaskreuze aufgestellt.
Die Art der Sicherung der Eisenbahnkreuzung wird in einem Verfahren nach § 49 EisbG durch die zuständige Behörde, auf Basis der örtlichen Gegebenheiten sowie dem Verkehrsaufkommen auf Straße und Schiene, festgelegt.

## Nicht technisch gesicherte Eisenbahnkreuzungen
Eine nicht technisch gesicherte Eisenbahnkreuzung wird durch Gewährleisten des erforderlichen Sichtraumes (§ 35 EisbKrV), durch Abgabe akustischer Signale vom Schienenfahrzeug aus (§ 36 EisbKrV) oder durch Bewachung (§ 39 EisbKrV) gesichert. Den Straßenbenützern wird eine nicht technisch gesicherte Eisenbahnkreuzung je nach örtlichen Verhältnissen und Art der Sicherung zusätzlich zu den Andreaskreuzen mit dem Gefahrenzeichen »Bahnübergang ohne Schranken«, Baken, Stopptafeln, Zusatztafeln (z. B. »auf Pfeifsignal achten«), o. ä. angekündigt. Zusätzlich können örtliche Geschwindigkeitsbeschränkungen für den Straßenverkehr im Bereich der EK verordnet werden.
Die maximale Geschwindigkeit, mit der sich ein Schienenfahrzeug einer nicht technisch gesicherten Eisenbahnkreuzung nähern darf, beträgt 80 km/h.

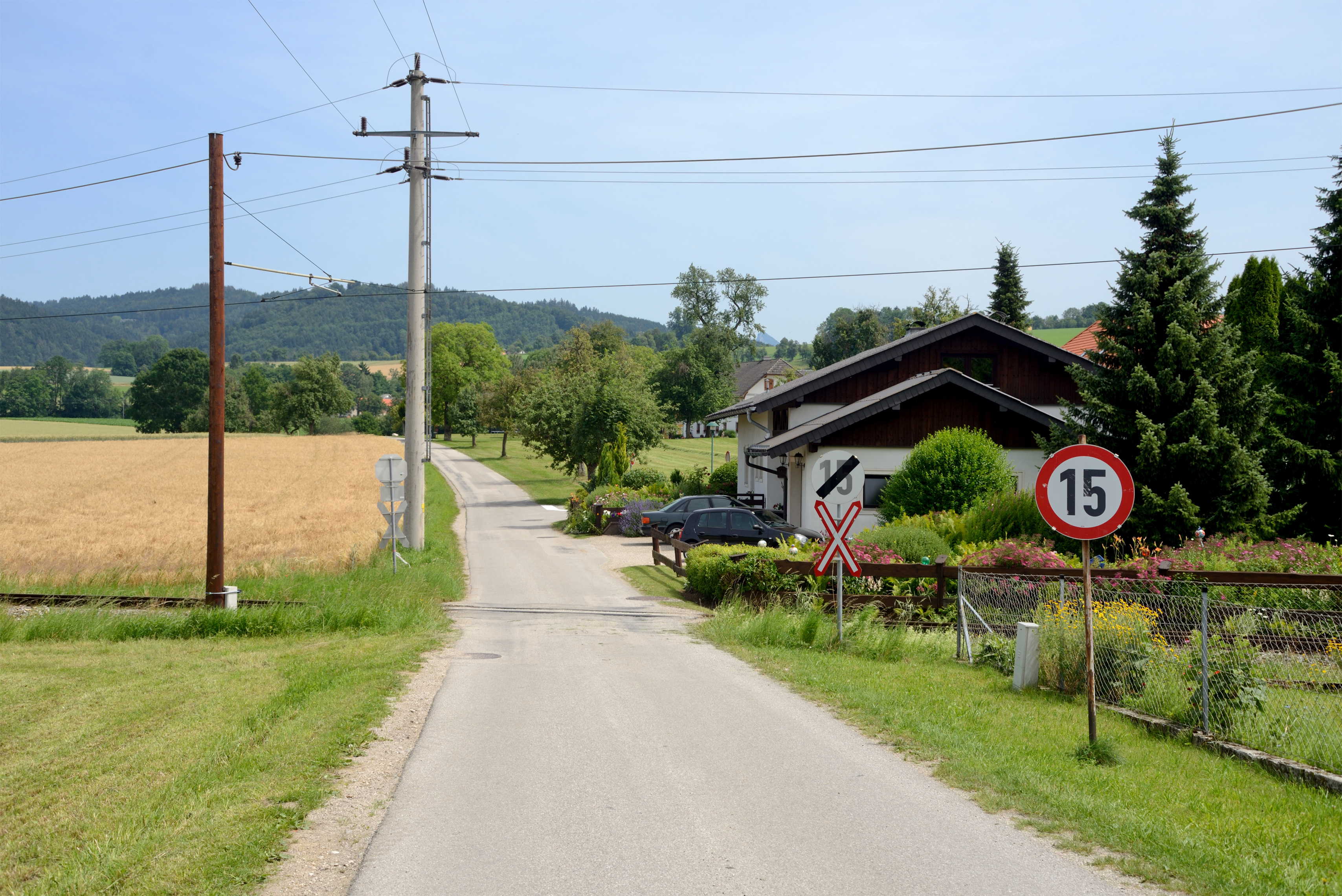
Nicht technisch gesicherte Eisenbahnkreuzung mit straßenverkehrsseitiger Geschwindigkeitsbeschränkung
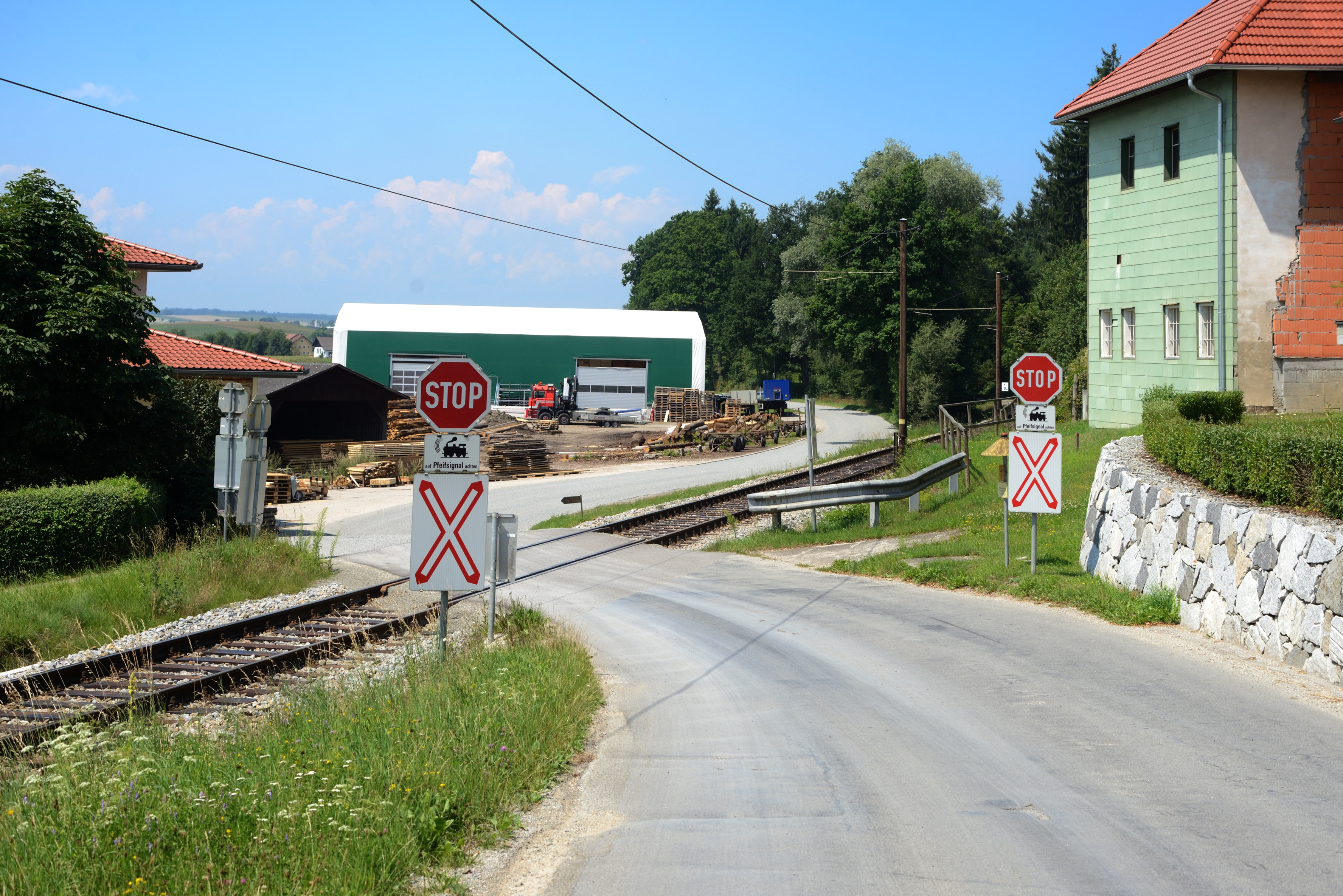
Nicht technisch gesicherte Eisenbahnkreuzung mit Stopp- und Zusatztafel
Zusatztafel auf Pfeifsignal achten

- Nicht technisch gesicherte Eisenbahnkreuzung mit straßenverkehrsseitiger Geschwindigkeitsbeschränkung
- Nicht technisch gesicherte Eisenbahnkreuzung mit Stopp- und Zusatztafel
- Zusatztafel auf Pfeifsignal achten

## Technisch gesicherte Eisenbahnkreuzungen
Technisch gesicherte Eisenbahnkreuzungen kommen dort zum Einsatz, wo durch die örtlichen Gegebenheiten sowie den Verkehrsverhältnissen auf Schiene und Straße ein sicherer Betrieb ohne technische Mittel nicht gewährleistet werden kann. An allen technisch gesicherten Eisenbahnkreuzungen befinden sich zumindest vier Lichtsignalgeber für den Straßenverkehr. Zusätzliche Signalgeber und gegebenenfalls Zusatzeinrichtungen (z. B. Läuteakustik) werden im Verfahren nach § 49 EisbG festgelegt.
Es sind noch einzelne Anlagen mit alter Signalisierung für den Straßenverkehr im Einsatz (Straßensignalgeber mit rotem Blinklicht sowie Anlagen mit Läutewerk ohne Lichtzeichen), welche jedoch bis spätestens Ende 2029 durch Anlagen mit gelben und roten Straßensignalgebern ersetzt oder aufgelassen werden müssen (§102 Abs. 3 EisbKrV).

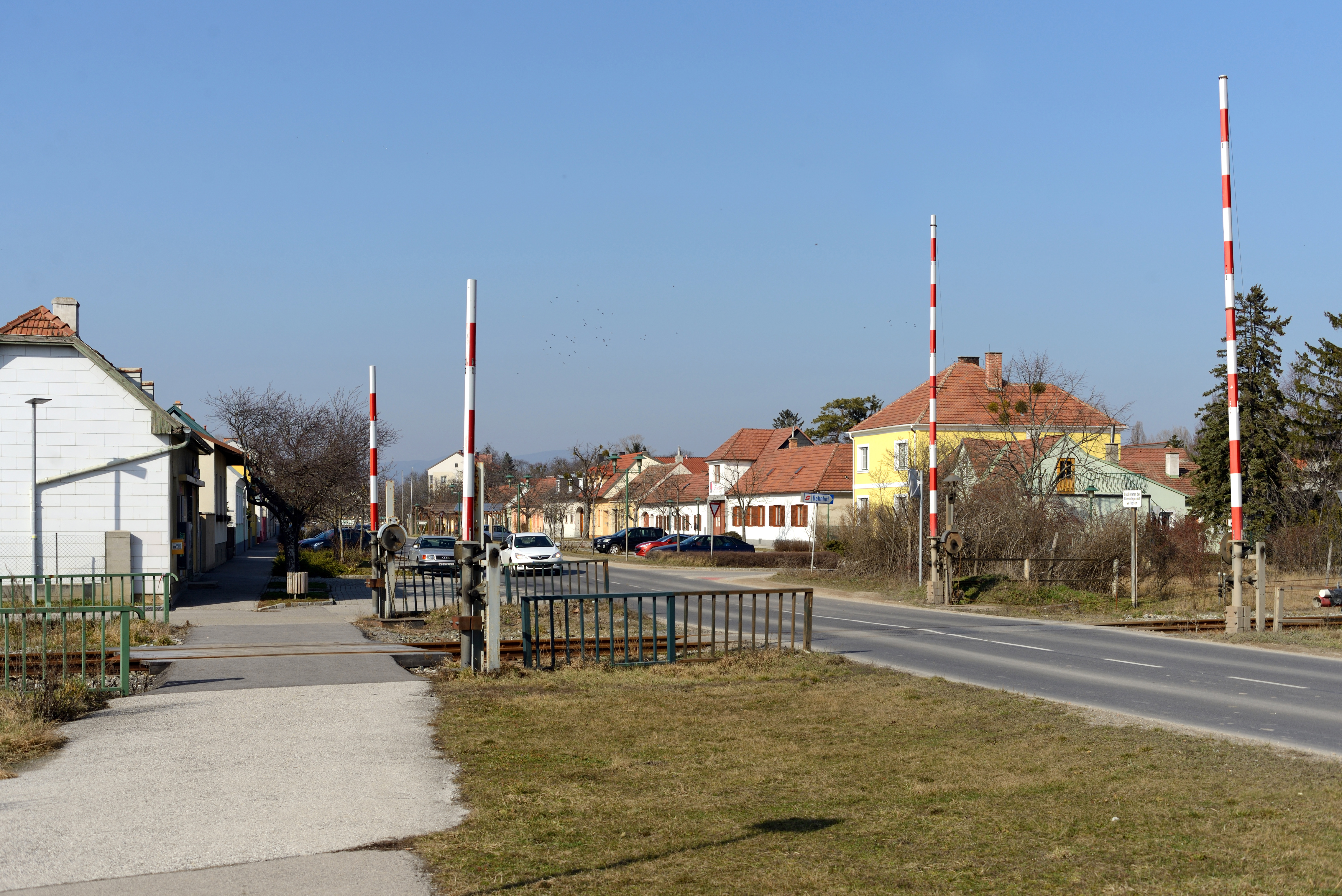
Mechanische Schrankenanlage mit Läutewerk im Bahnhof Tattendorf
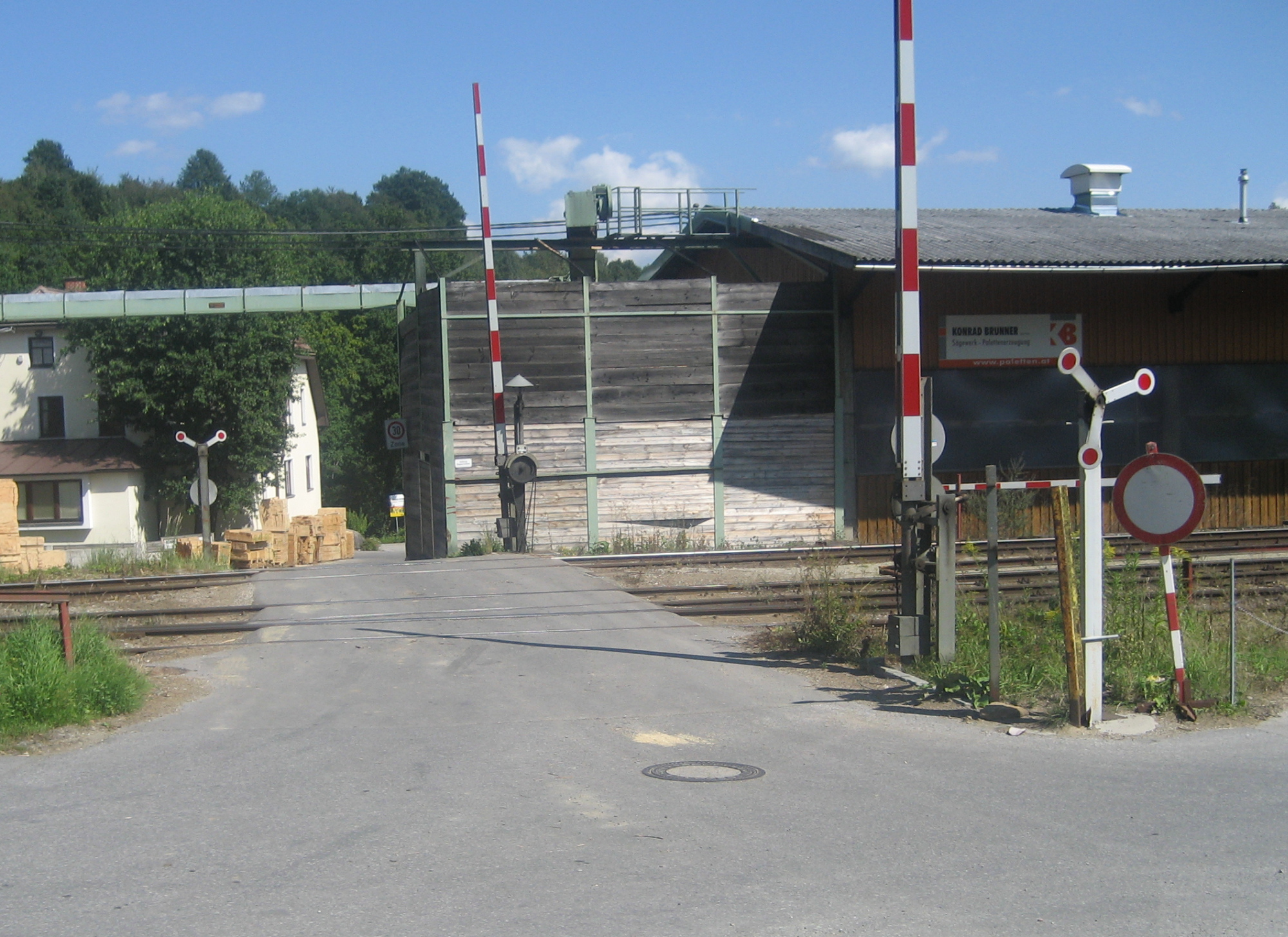
Schrankenanlage mit rotierendem Warnsignal („Löffelrad“) in Zwettl
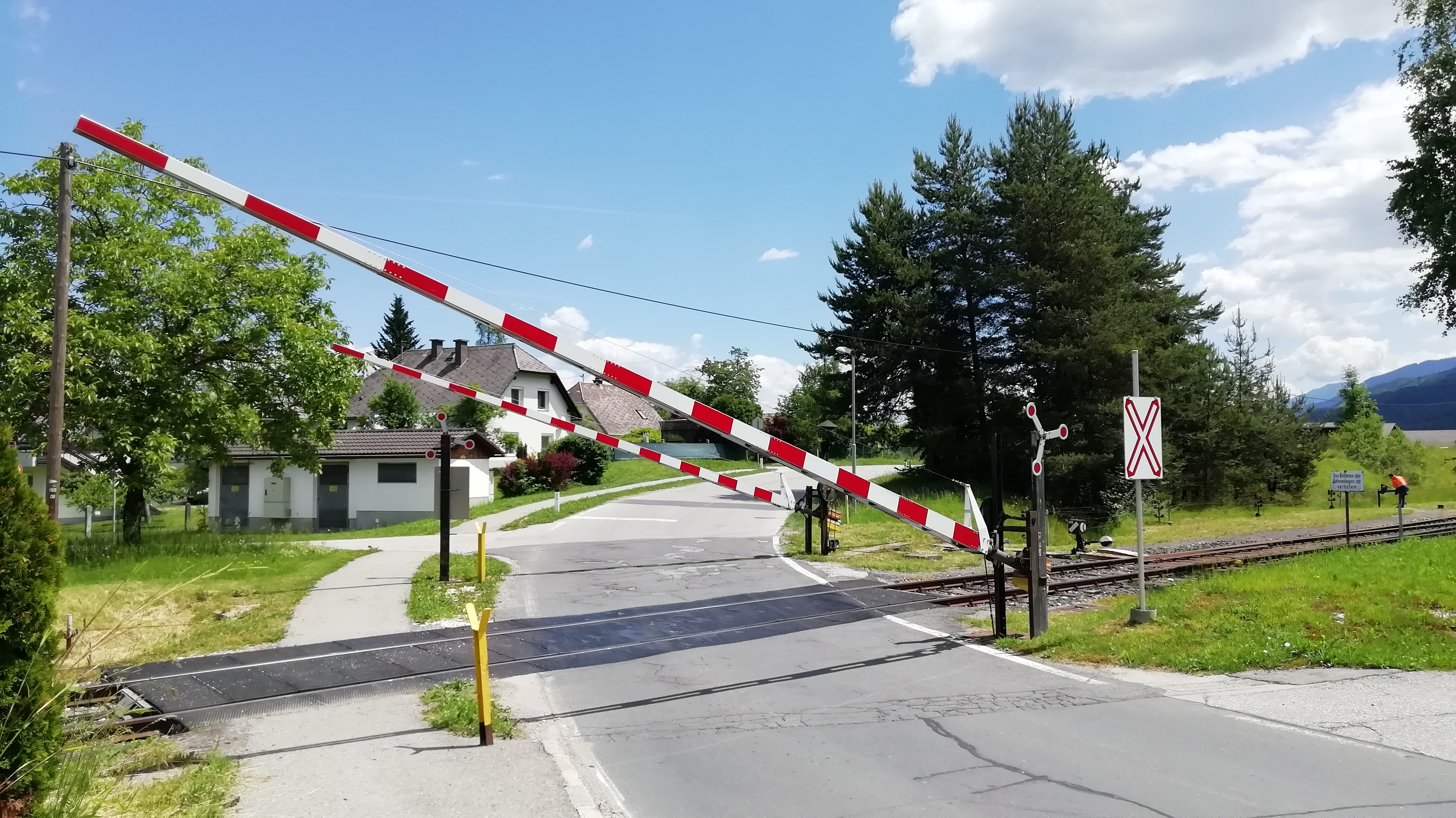
Schrankenanlage mit rotierendem Warnsignal („Löffelrad“) in Feistritz im Rosental 2021
- Schließen eines mechanischen Schrankens mit Vorläutewerk in Fels, 2012
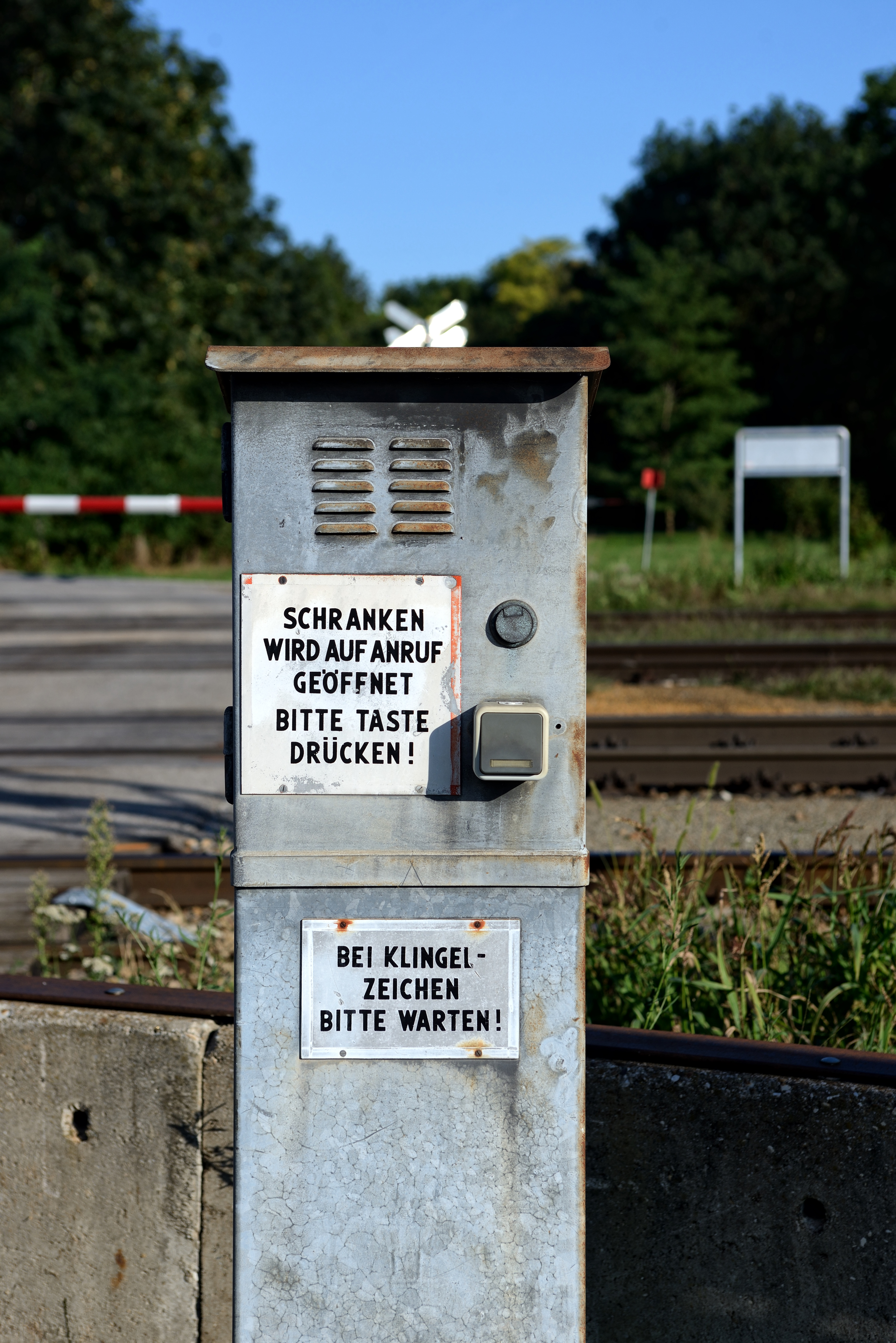
Wechselsprechanlage des Anrufschrankens in Viehofen

Bei der Einschaltung einer technisch gesicherten Eisenbahnkreuzung erscheint nach EisbKrV zunächst vier Sekunden lang gelbes, danach rotes Dauerlicht. Dieses, mit dem Aufleuchten des gelben Lichtes beginnende, Haltgebot gilt, bis die roten Signalgeber wieder erlöschen. Wegen einer möglichen kurz darauf folgenden Wiedereinschaltung der Anlage, z. B. durch einen weiteren Zug auf einer zweigleisigen Strecke, ist ein frühzeitiges Übersetzen lebensgefährlich und auch strafbar.
Bei den technischen Sicherungen wird unterschieden zwischen
- Sicherung durch Lichtzeichen (§ 37 EisbKrV) und

Animation einer österreichischen Lichtzeichenanlage

- Sicherung durch Lichtzeichen mit Schranken (§ 38 EisbKrV)

### Sicherung durch Lichtzeichen
Eine Sicherung der Eisenbahnkreuzung durch Lichtzeichen ist bis zu einer maximalen Geschwindigkeit des Schienenverkehrs von 140 km/h zugelassen. Außerdem müssen die örtlichen Gegebenheiten und die Verkehrsverhältnisse auf der Straße eine entsprechende Sicherung zulassen. Dem Straßenverkehr angekündigt werden Lichtzeichenanlagen zusätzlich zu den Andreaskreuzen mit dem Gefahrenzeichen »Bahnübergang ohne Schranken«, Baken, o. ä.
Der Begriff Lichtzeichenanlage wird im österreichischen Eisenbahngesetz verwendet und darf nicht mit dem gleichnamigen Begriff in Deutschland verwechselt werden, wo er für die Ampel (in Österreich Lichtsignalanlage) im Straßenverkehr verwendet wird.

### Sicherung durch Lichtzeichen mit Schranken
Bei der Sicherung durch Lichtzeichen mit Schranken wird grundsätzlich zwischen einer Sicherung durch Lichtzeichen mit Halbschranken und einer Sicherung durch Lichtzeichen mit Vollschranken unterschieden. Ein Halbschranken sperrt die rechte Hälfte der Fahrbahn, ein (mehrteiliger) Vollschranken sperrt die komplette Fahrbahn. Die maximale Geschwindigkeit für den Schienenverkehr im Bereich einer Lichtzeichenanlage mit Schranken beträgt 160 km/h. Vor dem Schließen der Schrankenbäume werden mit einer entsprechenden, sogenannten Vorleuchtzeit die Straßensignalgeber mit 4 Sekunden andauernden gelben und anschließendem roten Dauerlicht angeschaltet. Auch hier ist das Übersetzen der Eisenbahnkreuzung vor dem Erlöschen des roten Signalgebers strafbar. Für den Straßenverkehr werden Lichtzeichenanlagen mit Schranken zusätzlich zu den Andreaskreuzen mit dem Gefahrenzeichen »Bahnübergang mit Schranken«, Baken, o. ä. angekündigt.
In Österreich installiert man seit 2007 auf Grund schwerer Unfälle zusätzliche Beleuchtungen, so genannte lane lights, die in die Fahrbahn eingelassen werden und mehr Aufmerksamkeit hervorrufen sollen:
Dies geschieht auch mittels LED-Wechselverkehrszeichen, die mit Fahrzeugdetektion und Steuerungssoftware ein autarkes Warnsystem darstellen.

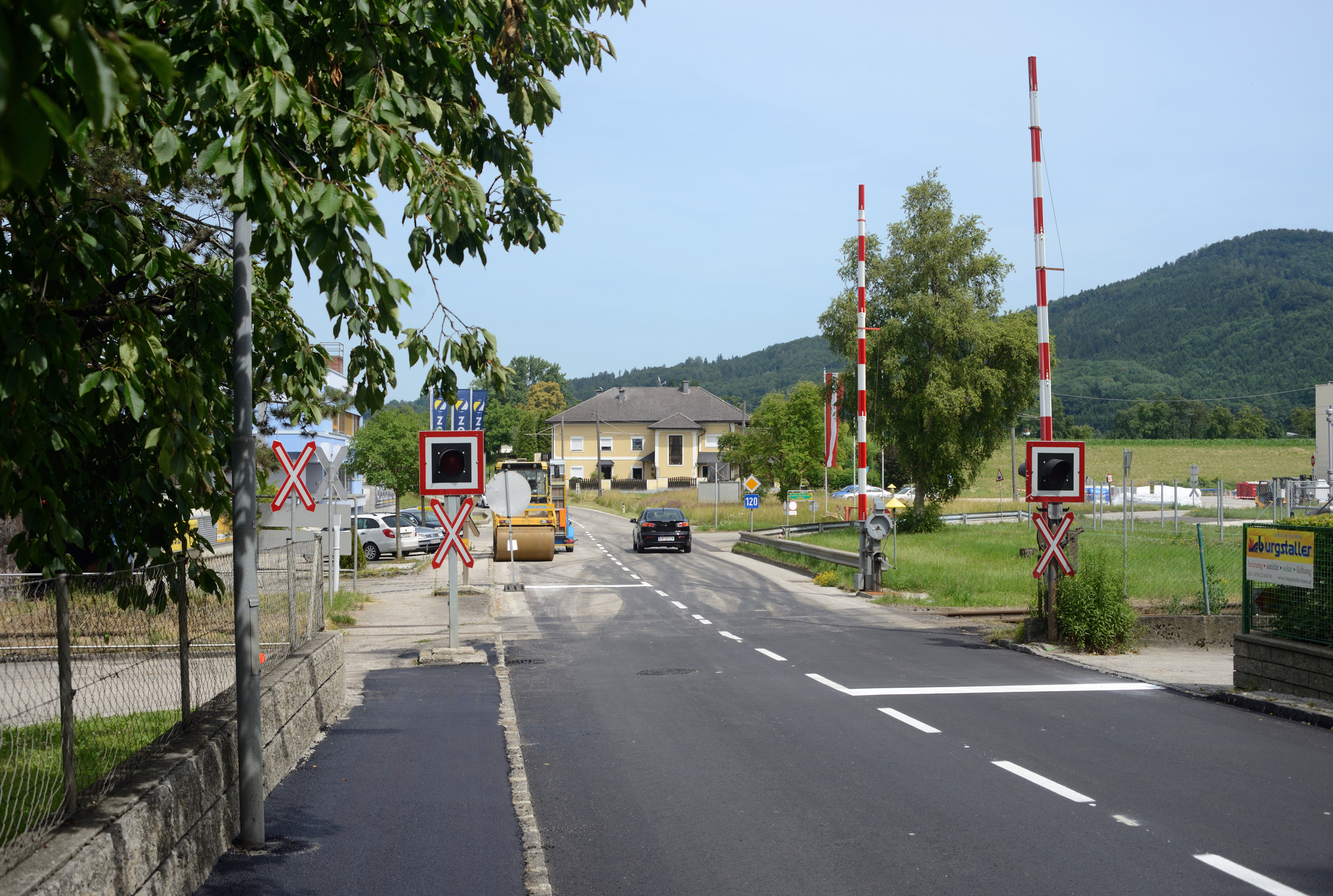
Mechanische Schrankenanlage mit Vorblinkeinrichtung (beim Bahnhof Engelhof)
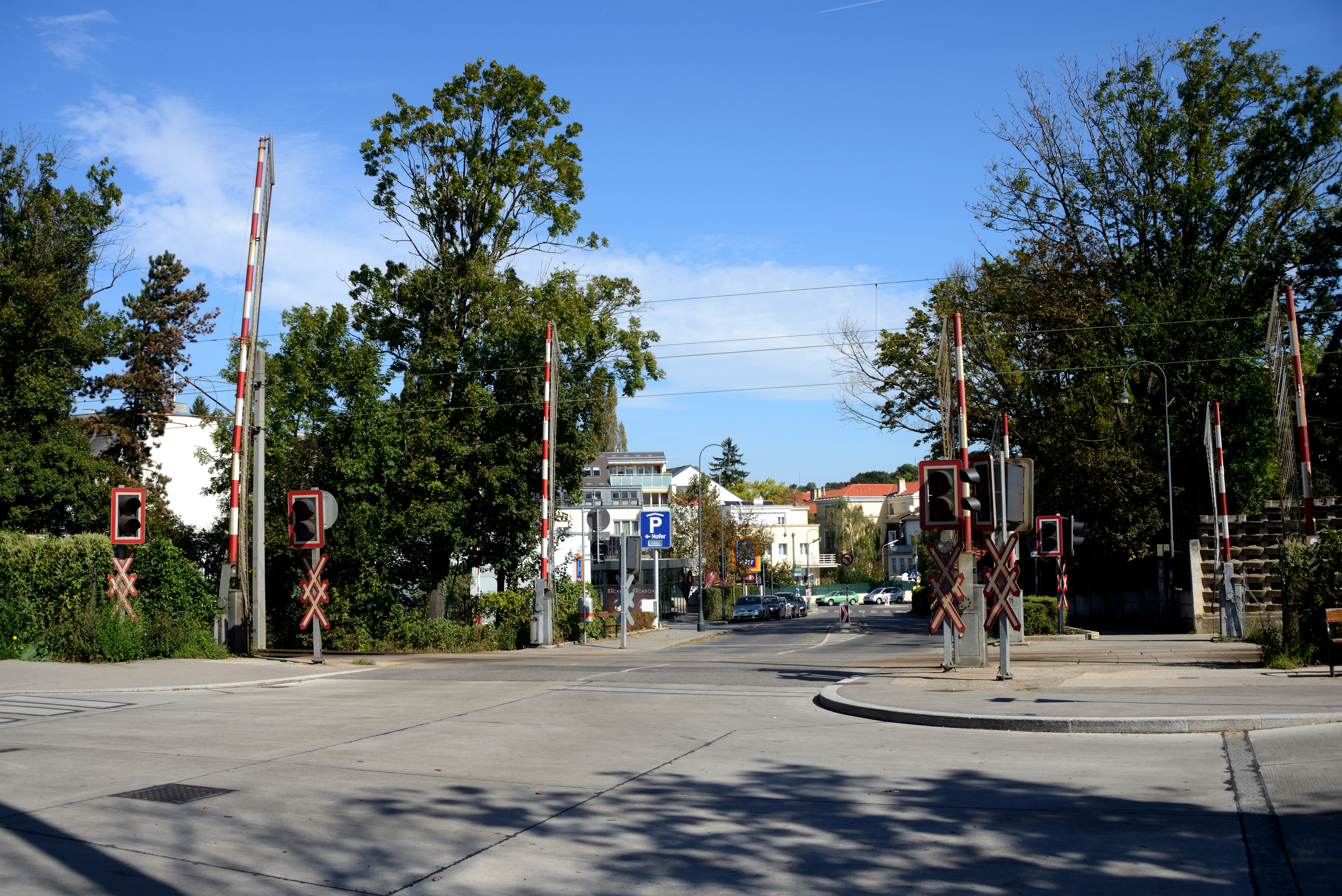
Lichtzeichenanlage mit Vollschranken (mehrteilig) und Hängegitter
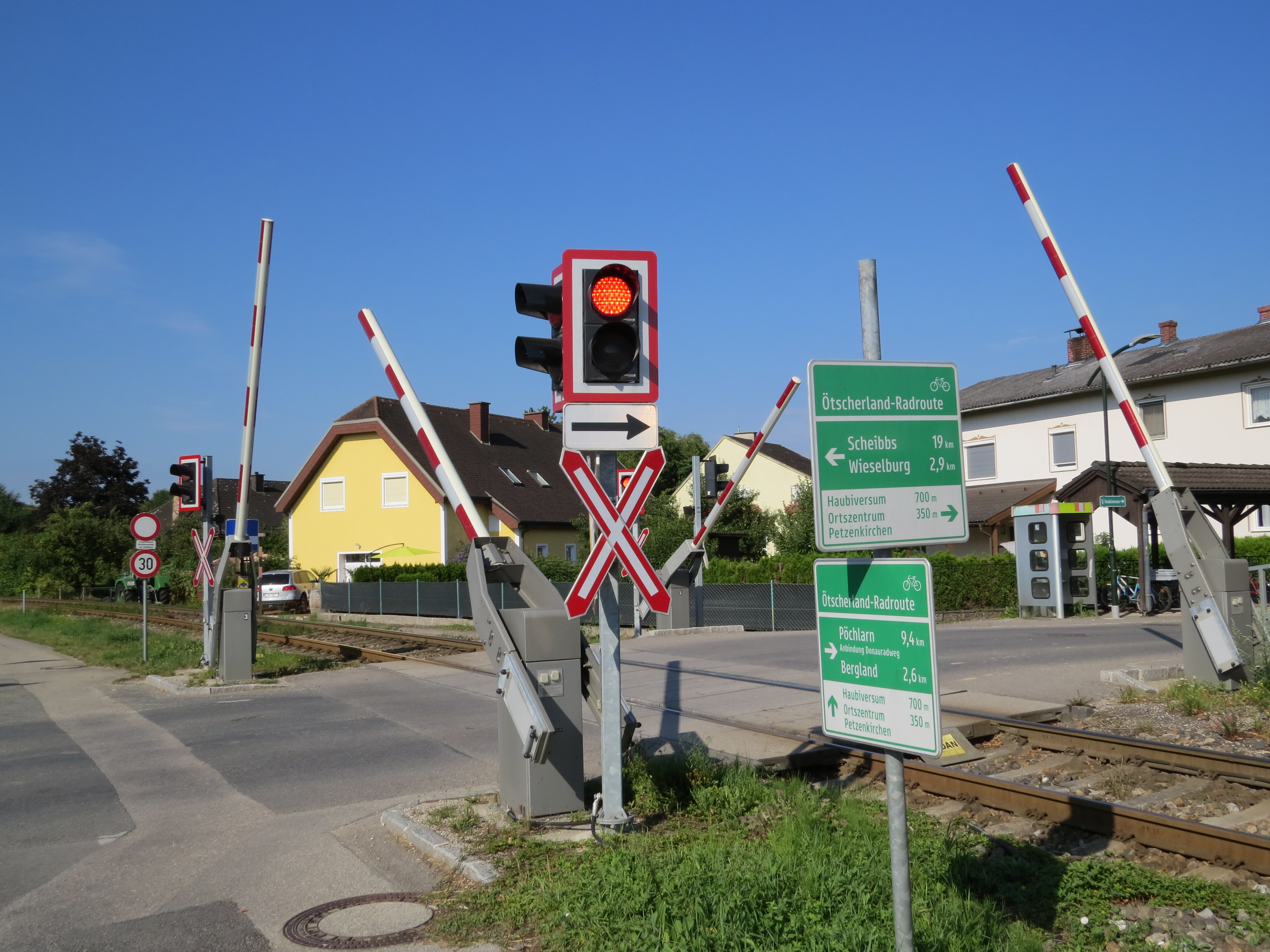
Zusätzlicher Signalgeber für Abbieger

## Überwachung und Signalabhängigkeit
Der ordnungsgemäße Zustand einer Eisenbahnkreuzungssicherungsanlage (EKSA), welche nach der EisbKrV 2012 errichtet wurde, muss in einer überwachenden Stelle oder in einem deckenden Signal abgebildet werden. Hiermit wird über betriebliche oder technische Prozesse sichergestellt, dass sich im Falle einer gestörten EKSA kein Zug nähert.

### Triebfahrzeugführerüberwachung
Hier findet die Überwachung der EKSA durch den Triebfahrzeugführer statt. Es wird auf Bremsweglänge des Schienenfahrzeuges ein EKÜS (Eisenbahnkreuzungüberwachungssignal) errichtet, welches dem Triebfahrzeugführer mit dem Signal – EK befahren erlaubt – mitteilt, dass die EKSA nicht gestört ist und ordnungsgemäß eingeschaltet hat bzw. einschalten wird. Im Fall einer gestörten EKSA erlischt das Signal – EK befahren erlaubt –, das Triebfahrzeug kann vor der EK zum Stillstand gebracht werden.

### Fernüberwachung
Eine fernüberwachte EKSA kann je nach technischer Ausrüstung der EKSA bzw. des Stellwerks über eine sichere Anzeige oder über abhängige deckende Signale überwacht werden. Im Fall eines Stellwerks mit sicherer Anzeige bzw. sicherem Meldepult muss sich der Fahrdienstleiter vor der Signalfreistellung davon überzeugen, dass keine der nach dem Signal folgenden Anlagen gestört ist.
Wird die EKSA hingegen in die deckenden Signale (signalabhängig) geschaltet, können die betroffenen Signale im Fall einer Störung einer nachfolgenden EKSA nicht in Freistellung gelangen.

## Kostenübernahme bei Baumaßnahmen
Grundsätzlich ist bei jeden dieser Punkte eine Kostenaufteilung von jeweils 50 Prozent auf das Eisenbahnunternehmen und auf den Träger der Straßenbaulast (meist die Gemeinde) vorgesehen, wenn keine vorherige Vereinbarung vorlag (§ 48 und § 49 Eisenbahngesetz). Es steht jedoch beiden Parteien zu, einen Antrag auf Kostenteilung zu stellen. In diesen Fällen wird die Kostenteilungsmasse und deren Aufteilung anhand von vier Gesichtspunkten ermittelt:
- Veränderung des Verkehrs seit Baugenehmigung der Kreuzung
- Verbesserung der Abwicklung des Verkehrs auf Eisenbahn und Straße
- Ersparnisse
- Mehraufwendungen im Sonderinteresse eines Verkehrsträgers

Das entsprechende Aufteilungsverfahren und die zugehörigen Gewichtungen führten zu zwei verwaltungsgerichtlichen Urteilen im Jahr 2019. Der VwGH entschied in seinem ersten Urteil zur Thematik im Mai 2019, dass die Kosten für die Sicherung der Eisenbahnkreuzung vermehrt beim Träger der Straßenbaulast liegt. Die Begründung ist eine Zurechnung zur „Verbesserung der Abwicklung des Verkehrs“. Aus diesem Urteil könnte ein wesentlicher Mehraufwand für Gemeinden erwachsen. Im zweiten Urteil, im Juni 2019, entschied der VwGH, dass bei einer Erneuerung der Sicherung (z. B. Lichtzeichen) die Gemeinde keine Kosten zu tragen hat, sofern bei der bestehenden Sicherung keine Kosten von der Gemeinde getragen wurden oder sich die Art der Sicherung nicht verändert.

## Verkehrszeichen
Auszug aus der Bildtafel der Verkehrszeichen in Österreich

6a: Bahnübergang mit Schranken
6b: Bahnübergang ohne Schranken
6c I: Ein Balken – Entfernung zur Eisenbahnkreuzung ca. 80 m, links der Fahrbahn
6c I: Ein Balken – Entfernung zur Eisenbahnkreuzung ca. 80 m, rechts der Fahrbahn
6c II: Zwei Balken – Entfernung zur Eisenbahnkreuzung ca. 160 m
6c II: Zwei Balken – Entfernung zur Eisenbahnkreuzung ca. 160 m
6c III: Drei Balken – Entfernung zur Eisenbahnkreuzung ca. 240 m
6c IIII: Drei Balken – Entfernung zur Eisenbahnkreuzung ca. 240 m
6d: Andreaskreuz als Tafelschild
6d: Doppeltes Andreaskreuz als Tafel
6d: Andreaskreuz
6d: Andreaskreuz doppelt
6d: Andreaskreuz liegend
6d: Andreaskreuz doppelt, liegend
Zusatztafel »auf Pfeifsignal achten«

## Historisches

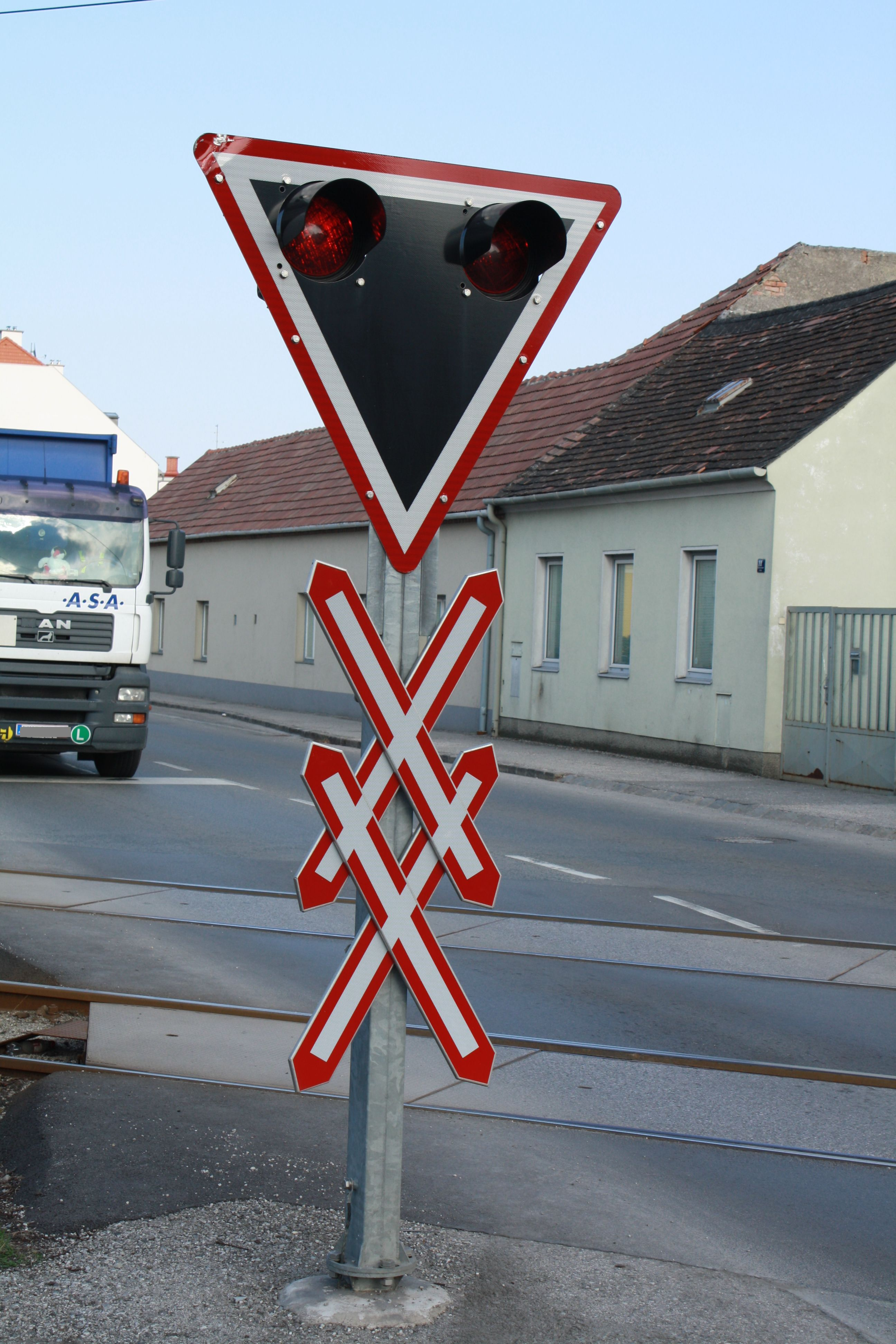
Alte umgebaute Warnblinkanlage

Ältere Bauarten von Signalgebern an unbeschrankten Bahnübergängen hatten eine dreieckige Form, wie die rechte Abbildung zeigt. Unter den beiden rot wechselblinkenden Lichtern wurde früher mit einem weißen Blinklicht angezeigt, dass die Anlage in Betrieb ist. Durch die geänderte Gesetzgebung wurde dieser Warnhinweis hinfällig und die weißen Lichtpunkte entfernt sowie die entsprechenden Öffnungen verschlossen.
Um das Erkennen von herannahenden Zügen zu erleichtern, wurden in der Vergangenheit auch sogenannte Schrankenpropeller oder Löffelräder, wie sie in anderen Ländern auch existieren, eingesetzt. Der erste dieser Rotoren wurde bei einem Bahnübergang in Unterwaltersdorf im November 1959 aufgestellt. 2021 sind noch vereinzelte Exemplare in Österreich in Betrieb, so auch auf der EK nahe dem Bahnhof Feistritz im Rosental. Ebendiese Sicherungsanlage ist bei den Prüfungsfragen der österreichischen Führerscheinprüfung abgebildet, denn im Gegensatz zu den Signalgebern in dreieckiger Form werden Löffelräder weiterhin in der Straßenverkehrsordnung berücksichtigt.